# イノコヅチ
イノコヅチ（猪の子槌・猪子槌・牛膝、学名: Achyranthes bidentata var. japonica）は、ヒユ科イノコヅチ属の多年草。日のあまり当たらない場所に生える雑草。ヒナタイノコヅチに対してヒカゲイノコヅチ（日陰猪子槌）ともいう。

## 名称
和名イノコヅチの由来は、茎の節が膨らんでいて、猪子の膝のように見えることから、これを槌に見立ててこの名がついた。別名、イノコズチ、ヒカゲイノコヅチ、フシダカ、コマノヒザともよばれる。平安時代中期に編纂された『延喜式』には、「こまのひざ」「ふしだか」という名前での記載が見られる。日本の地方によって、サシグサ、ドロボウグサ、ノサバリコ、ヌスビトグサ、モノグルイという方言名でもよばれている。中国植物名（漢名）では、少毛牛膝、牛膝（ごしつ）という。

## 分布・生育地
北海道を除く、日本の本州（青森県三八地方以南）、四国、九州に分布する。古来より日本にある植物で、林内、林縁、山野、路傍、薮、木陰などの日陰に生えている。
イノコヅチとよばれる植物は、細かくは日陰に生えるヒカゲイノコヅチ（日陰猪子槌）と、日向を好むヒナタイノコヅチ（日向猪子槌）の2種類があり、普段よく目にするイノコヅチは、ヒカゲイノコヅチのほうである。

## 形態・生態
多年生草本。草丈は、高さは50 - 100センチメートル (cm) になる。茎の断面は四角形で、葉柄のつくところがふくれて節になっている。葉は対生して、先の尖っている長楕円形から楕円形で長さは15センチメートル (cm) ほど、両面に毛がある。近縁種のヒナタイノコヅチよりも、葉質は薄く、毛は少ない。またヒナタイノコヅチは葉が厚く、葉縁は波打つ。
花期は夏から秋（8 - 9月）にかけて。茎の上部または葉腋から10 - 20 cmの細長い穂状花序を出して、地味で目立たない淡緑色の小花を多くつける。花は開花期には開出し、花後は閉じて下を向く。小さく尖った苞葉は花の基部に2個ある。花後にできる果実も、小苞となって果実の外側に2本のとげ状となって残り、外側に向かって少し反り返って動物や衣服に付着し、それによって遠くまで運ばれて種子を散布する。果実は胞果で、花後に閉じた花被片（萼片）に包まれて、果軸に下向きにぴったりつく。長楕円形の果実（胞果）の果皮は膜質で、中に種子が1個ある。
近縁種のヒナタイノコズチは日なたに生育し、全体に毛が多く、葉が厚く、花穂が短めで太く密に小花がつく点で違いが見られる。

## 利用

### 薬用
イノコヅチの根を乾燥させて作った漢方薬（生薬）を牛膝（ごしつ）といい、利尿、強精、通精、通経薬とする。また俗間では堕胎薬としても使われたこともあったと見られているが、これら有効成分はよくわかっていない。牛膝は、秋に根を掘り採って天日乾燥して調製される。民間療法では、生理痛や関節痛に、牛膝1日量5グラムを400 ccの水で煎じて3回に分けて服用する用法が知られている。ただし、妊婦への服用は禁忌とされている。

### 食用
若芽・やわらかい葉・若い花芽は食用にできる。採取時期は4 - 7月ごろが適期で、若苗や軟らかい葉を採取する。若芽、葉はできるだけ早く熱湯でよく茹でて水にさらし、おひたし、和え物、炒め物、バター炒め、煮びたし、ポタージュ、汁の実、佃煮などにする。葉やつぼみは、生のまま天ぷらにもできる。
第二次世界大戦中の日本では、戦時下の食糧難で食べられる雑草として「夏の七草」の一つとして食用を推奨されている。このとき選ばれたスベリヒユやイヌビユとともに、アクが少なく、サラダや調理して一般の野菜同等に使うことができる。近縁種のヒナタイノコヅチも同様に食用となるが、本種（ヒカゲイノコヅチ）のほうが葉が薄くて柔らかく、毛が少なくて美味しく食べやすいと評されている。

## イノコヅチ属
イノコヅチ属（学名: Achyranthes）。

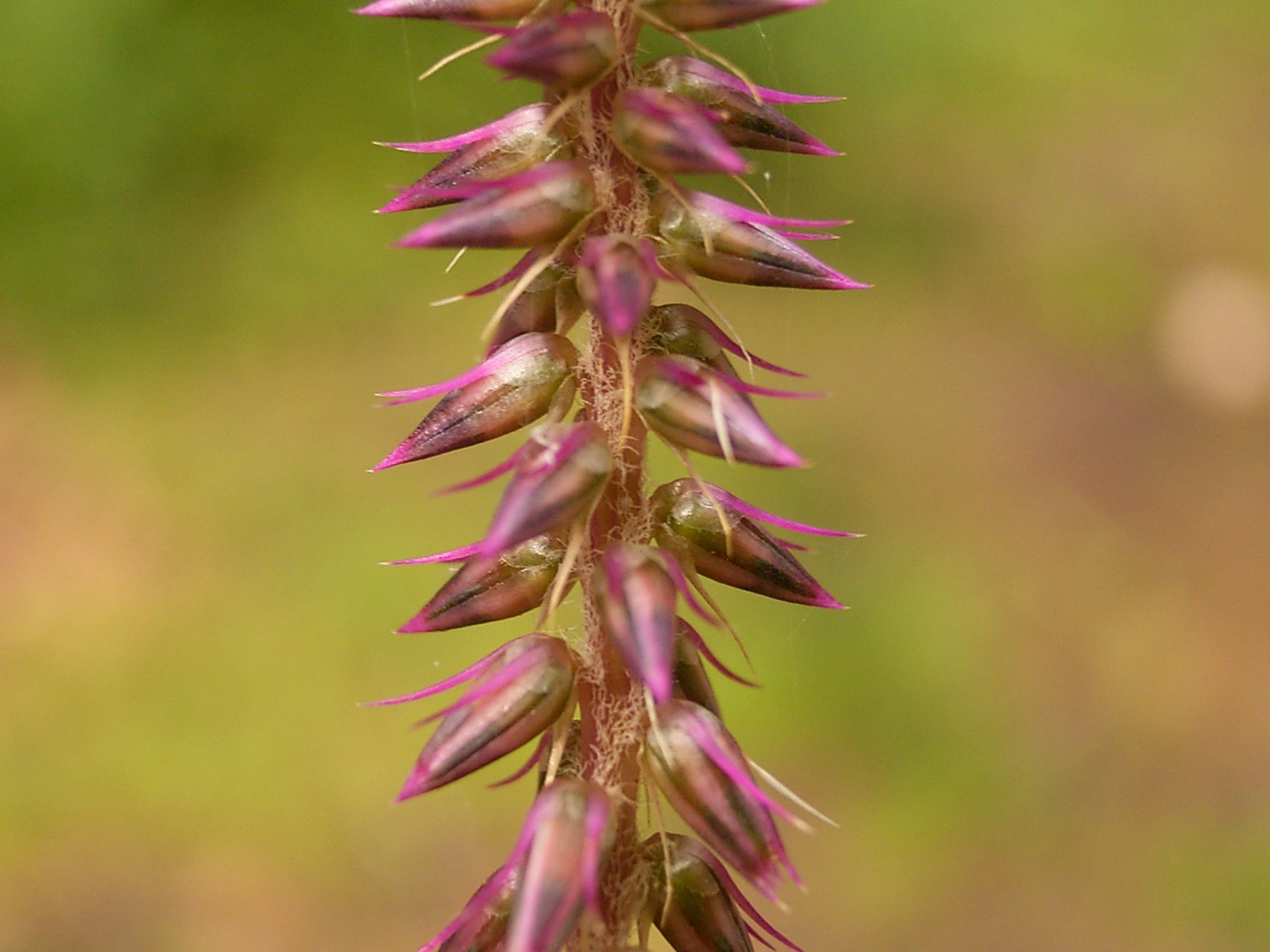
Achyranthes aspera - ケイノコヅチ Achyranthes aspera var. aspera
  - ムラサキイノコヅチ Achyranthes aspera var. rubrofusca
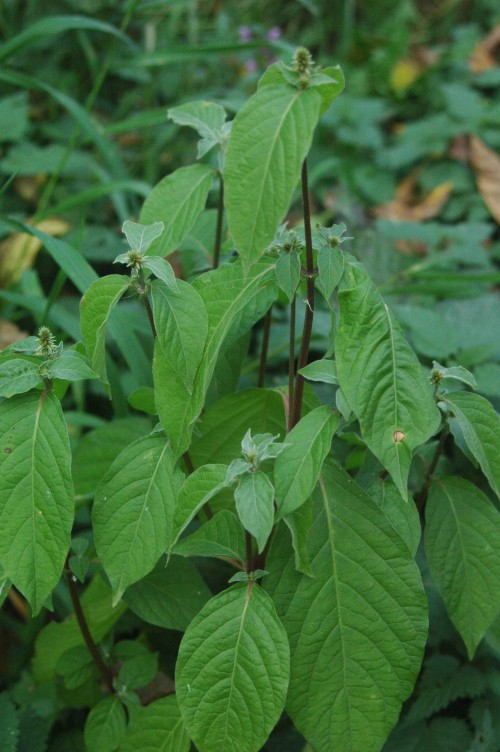
イノコヅチ（広義） Achyranthes bidentata
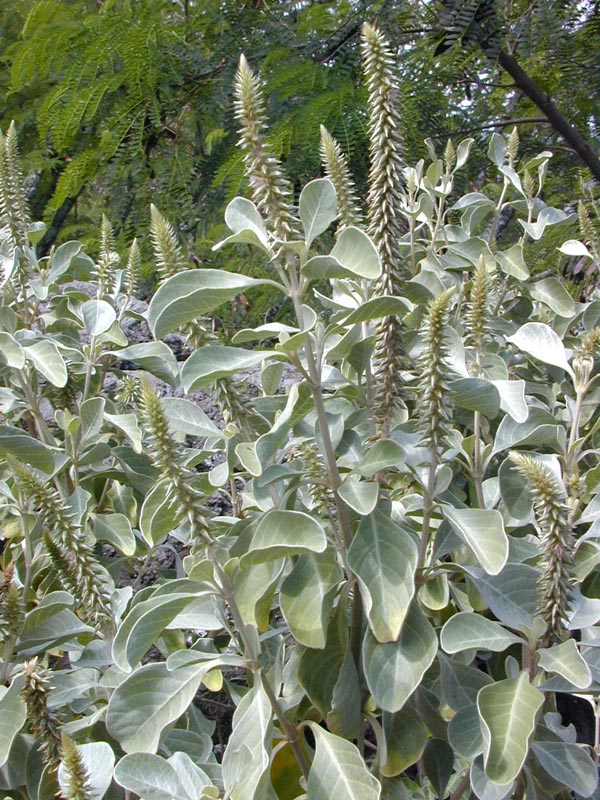
Achyranthes splendens
  - モンパイノコヅチ Achyranthes bidentata var. bidentata
  - ヒナタイノコヅチ Achyranthes bidentata var. fauriei
  - ハチジョウイノコヅチ Achyranthes bidentata var. hachijoensis
  - イノコヅチ Achyranthes bidentata var. japonica
  - Achyranthes bidentata var. tomentosa
- ヤナギイノコヅチ Achyranthes longifolia
- Achyranthes splendens

- Achyranthes aspera
- Achyranthes bidentata
- Achyranthes splendens